# María del Mar García
María del Mar García Puig (Barcelona, 28 de agosto de 1977) es una filóloga, editora y política española, que fue diputada por Barcelona en el Congreso de los Diputados desde 2016 hasta 2023. En la XIV legislatura del Congreso fue vicepresidenta primera de la Comisión de Igualdad.

## Trayectoria
Licenciada en Filología inglesa y máster en ciencia cognitiva y lenguaje, ha cursado estudios de posgrado en literatura y edición en la Universidad de Dublín y en la Universidad de Stanford. Trabaja como editora literaria.
Se incorpora a los Círculos Feministas de Podemos desde sus inicios y forma parte del Consejo Ciudadano Municipal de Barcelona de Podemos. Colaboró en la candidatura de Barcelona en Comú en las elecciones municipales de 2015. Fue elegida diputada dentro de la circunscripción de Barcelona de En Comú Podem en las elecciones generales españolas de 2015, renovando el escaño en las de 2016, en las de abril de 2019 y en las de noviembre del mismo año.
Es vicepresidenta primera de la Comisión de Igualdad en la XIV legislatura del Congreso de los Diputados.

## Obras
La historia de los vertebrados (2023), Barcelona: Random House.